# Greenwood Entertainment
Greenwood Entertainment war ein deutscher Entwickler und Publisher von Computerspielen. Er wurde 1994 in Bochum von Markus Scheer als Ergänzung seines auf Werbespiele spezialisierten Studios Art Department gegründet und sollte sich auf hochwertige Vollpreisspiele konzentrieren. In den Folgejahren wurde Greenwood Entertainment bekannt für seine Wirtschaftssimulationen und Managementspiele wie Der Planer 1 und 2, Mad TV 2 und ran Trainer, die für den PC erschienen.
Neben eigenen Entwicklungen wurden auch Spiele von anderen Studios nach Deutschland gebracht. So übernahm Greenwood die deutsche Version des Action-Adventures Realms of the Haunting von Gremlin. Ebenfalls in Zusammenarbeit mit Gremlin entstand ran Soccer auf der Basis von Actua Soccer, Startschuss für die Actua- und die ran-Serie.
1997 ging das Unternehmen in seiner Muttergesellschaft auf, aus der 1999 Phenomedia wurde. Seit dieser Zeit tritt Greenwood Entertainment nicht mehr als Entwickler auf. So wurde Der Planer 3 von Madcat Interactive Software für Phenomedia entwickelt.
Zuletzt wurde der Name Greenwood Entertainment 2010/2011 von Phenomedia kurzzeitig als Publishing-Label genutzt, etwa für das finnische Adventure Alpha Polaris (2011).

## Entwickelte Spiele
| Jahr | Titel                       | Plattformen       | Genre                 |
| ---- | --------------------------- | ----------------- | --------------------- |
| 1994 | Der Planer                  | MS-DOS            | Wirtschaftssimulation |
| 1994 | ran Soccer                  | MS-DOS            | Management            |
| 1994 | ran Trainer                 | MS-DOS            | Management            |
| 1995 | Das Amt                     | MS-DOS            | Wirtschaftssimulation |
| 1995 | ran Trainer 2               | MS-DOS            | Management            |
| 1995 | Crusade                     | DOS               | Strategiespiel        |
| 1996 | MAG!!!                      | DOS, Amiga        | Wirtschaftssimulation |
| 1996 | Mad TV 2                    | DOS               | Wirtschaftssimulation |
| 1996 | Der Planer 2                | DOS               | Wirtschaftssimulation |
| 1997 | D.O.G – Fight For Your Life | PC (DOS, Windows) | Actionspiel           |
| 1998 | Metalizer                   | DOS               | Strategiespiel        |
| 1998 | Peron                       | PC                | Puzzle                |